# Uniemerk
Een Uniemerk of merk van de Europese Unie (Engels: EU trade mark) is een merk dat is gedeponeerd bij het Bureau voor intellectuele eigendom van de Europese Unie (EUIPO) te Alicante. Tot maart 2016 werd het gemeenschapsmerk of Community Trade Mark (CTM) genoemd.
Een bedrijf dat een merk wil deponeren (bijvoorbeeld een naam en/of logo waaronder waren of diensten worden aangeboden) kan dat in eigen land doen of voor de Benelux; sinds de jaren 80 kan dat echter ook voor de Europese Unie als geheel. Een Uniemerk geniet bescherming in alle lidstaten van de EU. Hiermee wordt een consumentenmarkt van bijna 500 miljoen mensen bestreken. Het systeem van Uniemerken betekent derhalve een vereenvoudiging en een kostenbesparing voor Europese bedrijven. Omdat de regeling harmonisatie beoogt, betekent het echter ook dat bij oppositie het merk voor de hele Unie kan worden ingetrokken. Ook wordt de kans groter dan van buiten de Unie oppositie wordt aangetekend.
Het Europese merkenrecht is stapje voor stapje ingevoerd en nog steeds in ontwikkeling. Bezwaren tegen beslissingen van het EUIPO worden behandeld door het Europese Hof van Justitie. Het Deense speelgoedbedrijf LEGO procedeerde in 2008 vergeefs tegen de weigering door het OHIM haar bouwsteentjes als merk te deponeren. Daarom kan een Canadees bedrijf vrijelijk precies dezelfde bouwsteentjes op de markt brengen.
Het Uniemerk wordt al beschermd tegen het gebruik van anderen wanneer de registratieaanvraag wordt ingediend. In 2017 werd minder dan 0,3% van de Uniemerken doorgehaald nadat ze werden aangevochten in een rechtszaak. Dus het registreren van een Uniemerk geeft de merkhouder een aanzienlijk sterkerebescherming dan die van een niet-geregistreerde naam, zoals een handelsnaam.